# Monte-Carlo Rolex Masters 2016
Monte-Carlo Rolex Masters 2016 — 110-й юбилейный розыгрыш ежегодного профессионального теннисного турнира среди мужчин, проводящегося во французском городе Рокбрюн-Кап-Мартен и являющегося частью тура ATP в рамках серии ATP Masters 1000. Турнир прошёл с 10 по 17 апреля на кортах Monte-Carlo Country Club. Соревнование продолжало околоевропейскую серию грунтовых турниров, подготовительную к майскому Roland Garros.
Прошлогодние победители:
- в одиночном разряде —  Новак Джокович
- в парном разряде —  Боб Брайан и  Майк Брайан

## Общая информация
Одиночный турнир собрал восемь представителей Top-10 мирового рейтинга: из первой десятки отсутствовали шестая ракетка Кэй Нисикори и в последний момент снявшийся с турнира восьмой номер Давид Феррер. Первым номером посева стал лидер классификации и прошлогодний чемпион Новак Джокович, а вторым Энди Маррей. Джокович неожиданно проиграл в первом для себя матче на турнире на стадии второго раунда чеху Иржи Веселому. Маррей в свою очередь смог дойти до полуфинала, где в свою очередь проиграл пятному номеру посева Рафаэлю Надалю. В финале испанский теннисист встретился с № 13 посева Гаэлем Монфисом и обыграл его в трёх сетах. Надаль обновил свой рекорд по числу побед на турнире — эта победа стала для него уже девятой (до этого он восемь раз подряд брал титул в период с 2005 по 2012 год). В основных соревнованиях приняли участие три представителя России Теймураз Габашвили, Андрей Кузнецов и Андрей Рублёв. Все трое выбыли с турнира в первом раунде.
В мужском парном разряде первыми номерами посева стали Жан-Жюльен Ройер и Хория Текэу, которые проиграли уже во втором раунде. Прошлогодние чемпионы Боб и Майк Брайаны защищали свой титул, но также вылетели во втором раунде. Победу на турнире одержала третья сеянная пара турнира Николя Маю и Пьер-Юг Эрбер. В финале они обыграли № 4 посева Джейми Маррея и Бруно Соареса.

## Соревнования

### Одиночный турнир
Рафаэль Надаль обыграл  Гаэля Монфиса со счётом 7-5, 5-7, 6-0.
- Надаль выигрывает 1-й одиночный титул в сезоне и 68-й за карьеру в основном туре ассоциации.
- Монфис сыграл 2-й одиночный финал в сезоне и 25-й за карьеру в основном туре ассоциации.

### Парный турнир
Пьер-Юг Эрбер /  Николя Маю обыграли  Джейми Маррея /  Бруно Соареса со счётом 4-6, 6-0, [10-6].
- Французы выигрывают 3-й совместный титул в сезоне. У Эрбера это 6-й титул в карьере, а у Маю — 14-й титул за карьеру в основном туре ассоциации.